# Kūh Sakht
Kūh Sakht (persiska: کوه سخت) är en ort i Iran.   Den ligger i provinsen Khorasan, i den nordöstra delen av landet, 600 km öster om huvudstaden Teheran. Kūh Sakht ligger 1 870 meter över havet och antalet invånare är 754.
Terrängen runt Kūh Sakht är kuperad åt nordost, men åt sydväst är den platt.Runt Kūh Sakht är det ganska tätbefolkat, med 56 invånare per kvadratkilometer. Närmaste större samhälle är Qarah Shāhverdī, 14,6 km norr om Kūh Sakht. Trakten runt Kūh Sakht består i huvudsak av gräsmarker.